# Orografia

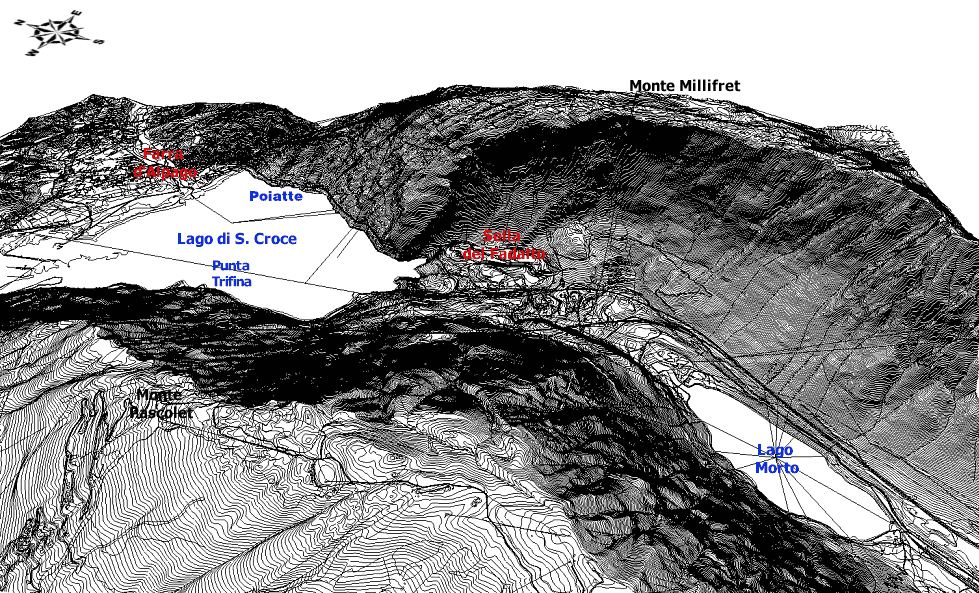
Rappresentazione orografica del sistema Lago di Santa Croce - Lago Morto

L'orografia (dal greco antico ὄρος, montagna, e γραφή, scritto) è quella branca della geografia fisica che studia i rilievi della Terra, sia quelli della superficie sia quelli sottomarini. Tali studi si avvalgono in primo luogo di rappresentazioni cartografiche del globo terrestre. L'orografia di un territorio viene in genere esaminata insieme alla sua idrografia, ovvero alle caratteristiche ed alla distribuzione delle acque superficiali eventualmente presenti.

## Influenza sul territorio
L'orografia ha un forte impatto sia sulla dimensione locale, sia su quella globale. Per esempio, l'orografia dell'Africa orientale determina sostanzialmente la forza del monsone indiano. Un esempio dell'influsso dell'orografia su porzioni più limitate di territorio sono le nubi orografiche, che si sviluppano a ridosso di molte catene montuose.

## Applicazioni
Lo studio del rilievo di una certa porzione di territorio, in genere di estensione relativamente limitata, viene effettuata preliminarmente per decidere la collocazione di opere ingegneristiche quali infrastrutture viarie o stabilimenti produttivi.  Ad esempio lo studio delle pendenze di una zona è indispensabile per la progettazione di una strada che transiti nella zona stessa. L'orografia viene anche considerata quando viene valutata la dispersione nell'atmosfera e sul territorio di inquinanti

## Modellizzazione

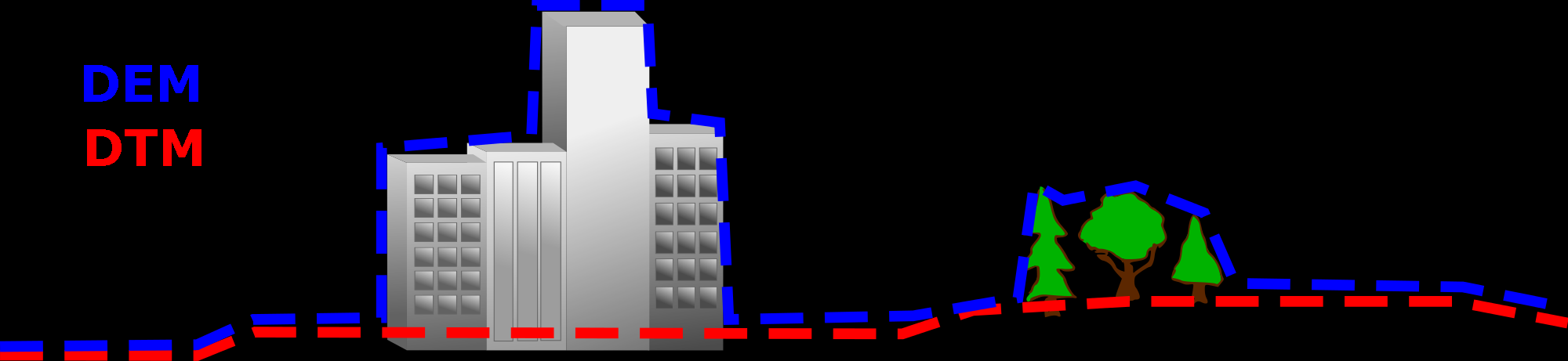
Differenza tra un modello digitale di elevazione (DEM) e un modello digitale del terreno (DTM)

Oltre all'analisi della classica cartografia bidimensionale su supporto cartaceo l'orografia si avvale di modelli digitali del terreno (DTM) che permettono analisi almeno in parte informatizzate dei territori oggetto di studio. Tali modelli del terreno si differenziano dai modelli digitali di elevazione (DEM) perché non tengono conto dei manufatti e della vegetazione che si trovano al di sopra della superficie terrestre.